# Steen, Papier, Schaar (tv-serie)
Steen, Papier, Schaar is een Amerikaanse tv-serie van Nickelodeon.

## Vorm

### Hoofdpersonen
- Ron Funches vertolkt Steen
- Thomas Lennon vertolkt Papier
- Carlos Alazraqui vertolkt Schaar

### Terugkerende karakters
- Melissa Villaseñor vertolkt Potlood
- Eddie Pepitone vertolkt Lou
- Ray Chase vertolkt Rattenbroers
- Lauren Ash vertolkt Schuurpapier
- Betsy Sodaro vertolkt Aardappel
- JP Karliak vertolkt Handige nieuwsverslaggever
- Diedrich Bader vertolkt Chad BrockChad

### Bijfiguren
- Eugene Cordero vertolkt Stopverf
- Carla Giguno vertolkt Agent Wishkowski

## Afleveringen

### Seizoen 1
| Totaal aantal | Aantal in seizoen | Titel                           | Titel in het Nederlands         | Luchtdatum       | Luchtdatum in Nederland |
| ------------- | ----------------- | ------------------------------- | ------------------------------- | ---------------- | ----------------------- |
| 1             | 1                 | "Birthday Police"               | "Verjaardagspolitie"            | 28 februari 2024 | 19 februari 2024        |
| 1             | 1                 | "Paper's Big Lie"               | "De grote leugen van Papier"    | 14 februari 2024 | 19 februari 2024        |
| 2             | 2                 | "Pogo Sticks"                   | "Pogo-stokken"                  | TBA              | 20 februari 2024        |
| 2             | 2                 | "Carwash"                       | "Autowas"                       | TBA              | 20 februari 2024        |
| 3             | 3                 | "Weekend Story"                 | "Weekendverhaal"                | 14 februari 2024 | 21 februari 2024        |
| 3             | 3                 | "Putty"                         | "Stopverf"                      | 29 februari 2024 | 21 februari 2024        |
| 4             | 4                 | "Hide and Seek"                 | "Verstoppertje"                 | 26 februari 2024 | 22 februari 2024        |
| 4             | 4                 | "The First Lou Episode"         | "De eerste Lou-aflevering"      | 11 februari 2024 | 22 februari 2024        |
| 5             | 5                 | "The Susan"                     | "De Susan"                      | 4 maart 2024     | 23 februari 2024        |
| 5             | 5                 | "Eyebrows"                      | "Wenkbrauwen"                   | 4 maart 2024     | 23 februari 2024        |
| 6             | 6                 | "Scissors Gets a Job"           | "Schaar krijgt een baan"        | 12 februari 2024 | 26 februari 2024        |
| 7             | 7                 | "The Arctic"                    | "Het noordpoolgebied"           | 13 februari 2024 | 27 februari 2024        |
| 7             | 7                 | "Prank War"                     | "Prank-oorlog"                  | 20 februari 2024 | 27 februari 2024        |
| 8             | 8                 | "Key Limes"                     | "Sleutel limoenen"              | 20 februari 2024 | 28 februari 2024        |
| 8             | 8                 | "Six Pieces of Turkey"          | "Zes stukken kalkoen"           | 5 maart 2024     | 28 februari 2024        |
| 9             | 9                 | "The Other Rock Paper Scissors" | "De andere Steen Papier Schaar" | TBA              | 29 februari 2024        |
| 9             | 9                 | "The Astonishing Catalina"      | "De verbazingwekkende Catalina" | TBA              | 29 februari 2024        |
| 10            | 10                | "Pencil Comes Over"             | "Potlood komt langs"            | 21 februari 2024 | 1 maart 2024            |
| 10            | 10                | "The Wind"                      | "De wind"                       | 5 maart 2024     | 1 maart 2024            |
| 11            | 11                | "The Holiday Picture"           | "De vakantiefoto"               | TBA              | 10 juni 2024            |
| 11            | 11                | "Scrubs"                        | "Schrobt"                       | 15 februari 2024 | 10 juni 2024            |
| 12            | 12                | "Bowling"                       | "Bowling"                       | TBA              | 11 juni 2024            |
| 12            | 12                | "The Character Quiz"            | "De karakterquiz"               | TBA              | 11 juni 2024            |
| 13            | 13                | "Potato"                        | "Aardappel"                     | TBA              | 12 juni 2024            |
| 13            | 13                | "The Fart Joke Debate"          | "Het scheetgrappendebat"        | 11 februari 2024 | 12 juni 2024            |
| 14            | 14                | "The Sled Hill"                 | "De sleeheuvel"                 | 6 maart 2024     | 13 juni 2024            |
| 14            | 14                | "Paper's Secret Weapon"         | "Het geheime wapen van Papier"  | 27 februari 2024 | 13 juni 2024            |
| 15            | 15                | "Scissors' Catapult"            | "Schaarkatapult"                | TBA              | 14 juni 2024            |
| 15            | 15                | "Pencil and Potato"             | "Potlood en Aardappel"          | TBA              | 14 juni 2024            |
| 16            | 16                | "Resolutions"                   | "Resoluties"                    | TBA              | 17 juni 2024            |
| 16            | 16                | "Paper's Book Club"             | "Papieren boekenclub"           | TBA              | 17 juni 2024            |
| 17            | 17                | "National Paper Day"            | "Nationale Papierdag"           | TBA              | 18 juni 2024            |
| 17            | 17                | "Helping with the Groceries"    | "Helpen met de boodschappen"    | TBA              | 18 juni 2024            |
| 18            | 18                | "The Family Business"           | "Het familiebedrijf"            | TBA              | 19 juni 2024            |
| 18            | 18                | "Glitter Bomb"                  | "Glitter-bom"                   | TBA              | 19 juni 2024            |
| 19            | 19                | "Diapers"                       | "Luiers"                        | TBA              | 20 juni 2024            |
| 19            | 19                | "R.O.V.E.R."                    | "R.O.V.E.R."                    | TBA              | 20 juni 2024            |
| 20            | 20                | "Trash"                         | "Afval"                         | TBA              | 21 juni 2024            |